# بیابان گندمی تنک
بیابان گندمی تنک (نام علمی: eremopyrum distans) نام یک گونه از سرده بیابان گندمی است.